# Ivan Beljajev (friidrottare)
Ivan Pavlovytj Bjeljajev  (ukrainska: Іван Павлович Беляев, (ryska: Иван Павлович Беляев - Ivan Pavlovitj Beljajev; född 8 februari 1935 i Charkiv, Ukrainska SSR, Sovjetunionen, är en före detta sovjetisk friidrottare.
Beljajev blev olympisk bronsmedaljör på 3 000 meter hinder vid sommarspelen 1964 i Tokyo.